# Deutsche Kriegsgräberstätte Banovo Brdo
Die Deutsche Kriegsgräberstätte Banovo Brdo (Belgrad) liegt im Südwesten der der serbischen Hauptstadt Belgrad im Park Kosutjnak. Sie ist Ruhestätte für etwa 2.600 Gefallene des Ersten Weltkriegs und etwa 2.000 Gefallene aus der Zeit von 1941 bis 1944 des Zweiten Weltkriegs.

## Kriegsgeschehen
Im Ersten Weltkrieg war der Banovo-Berg südwestlich von Belgrad und die Stadt Belgrad umkämpft und das Reserve-Infanterie-Regiment Nr. 208 kam zum Einsatz.

## Der Friedhof

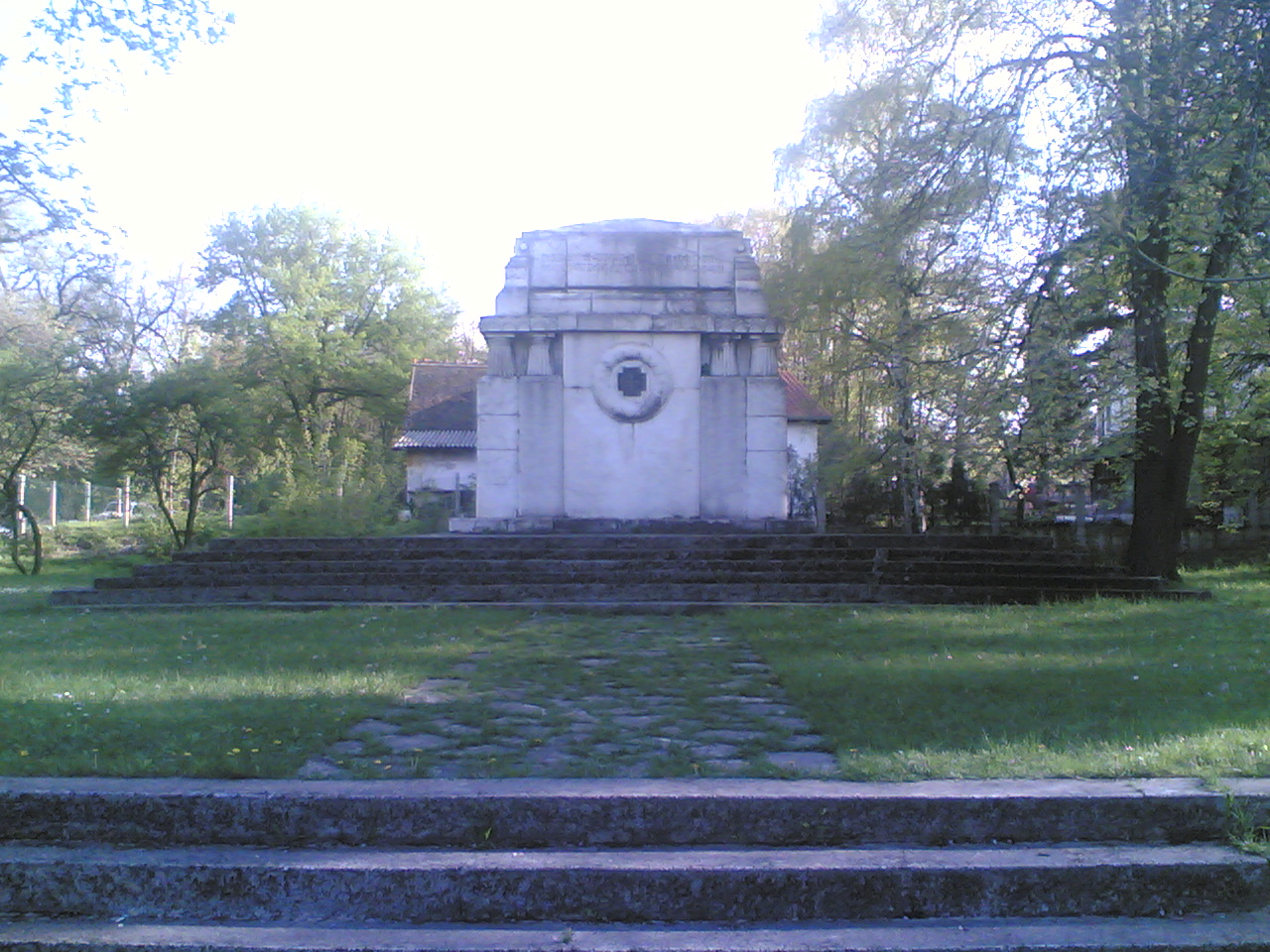
Mahnmal mit einem Marmorsarkophag für die Gefallenen des Preußischen Reserve-Infanterieregiment 208

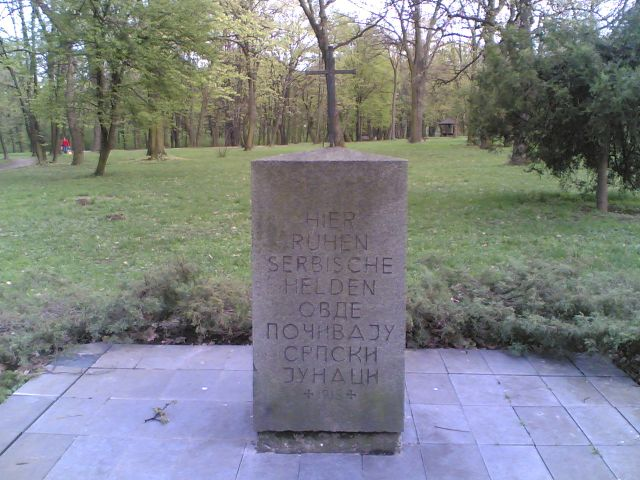
Belgrad, Kosutjnak-Park, Würdigung durch August von Mackensen für die tapferen serbischen Verteidiger Belgrads

Auf dem Friedhof wurden vier Bauten angelegt: eine Steinbank am Rande des Friedhofs mit Blick auf die Save, ein Mahnmal mit einem Marmorsarkophag für die Gefallenen des Preußischen Reserve-Infanterieregiment 208, eine Pyramide für die Gefallenen des XXII. Reservekorps. Zwischen den beiden Denkmälern für die Gefallenen des Preußischen Infanterieregiments und des XXII. Reservekorps wurde vom Kommandanten August von Mackensen zur Erinnerung und Ehrung eine Steinsäule für die tapferen serbischen Verteidiger Belgrads errichtet. Am Hauptdenkmal wurden die Namen von 947 bekannten Kriegstoten auf Bronzetafeln dokumentiert.